# Columnea ambigua
Columnea ambigua är en tvåhjärtbladig växtart som först beskrevs av Ignatz Urban, och fick sitt nu gällande namn av B.D. Morley. Columnea ambigua ingår i släktet Columnea och familjen Gesneriaceae. Inga underarter finns listade i Catalogue of Life.